# Зацный, Михаил Михайлович
Зацный Михаил Михайлович (23.10.1937 — 23.08.2010) – звеньевой механизированного звена колхоза имени Петровского в селе Петровка Щорского района Черниговской области Украинской ССР, Герой Социалистического Труда.

## Биография
Родился 23 октября 1937 года в селе Петровка. Рано остался без отца, погибшего на фронте Великой Отечественной войны.
Одновременно с учёбой в школе в летние месяцы трудился в колхозе на различных работах. После окончания семи классов школы начал работать прицепщиком в местном колхозе.
Был призван в Советскую Армию. После увольнения в запас вернулся родное село и работал трактористом. 
Одним из первых освоил зерновой комбайн СК-3. В 1965 году был назначен звеньевым механизированного звена по выращиванию картофеля без затрат ручного труда – одного из первых в районе. Благодаря применению достижений агротехники постоянно получал урожаи по 170–180 центнеров с гектара.
За годы восьмой пятилетки (1966–1970) вырастил 10 645 тонн картофеля, достигнув среднегодовой урожайности 208 центнеров картофеля с гектара. Указом Президиума Верховного Совета СССР от 8 апреля 1971 года за выдающиеся успехи, достигнутые в развитии сельскохозяйственного производства и выполнении пятилетнего плана продажи государству продуктов земледелия и животноводства, М. М. Зацному было присвоено звание Героя Социалистического Труда.
Продолжал работать звеньевым. Участвовал во внедрении новых сортов картофеля «Сеянец-68», «Гатчинская», «Олев».
В результате, уже к началу 1970х годов колхоз им. Петровского выращивал крупнейшие в районе урожаи картофеля.
После того, как М. М. Зацный вырастил рекордный урожай картофеля (свыше 440 центнеров картофеля с 1 гектара), сведения о нём были включены в учебную программу в школах Щорского района.
Умер 23 августа 2010 года.

## Награды
- Герой Социалистического Труда[1][2]
- орден Ленина
- два ордена Трудового Красного Знамени